# Alcis depravata
Alcis depravata là một loài bướm đêm trong họ Geometridae.